# Philipp Raimund
Philipp „Hille“ Raimund (* 23. Juni 2000 in Göppingen) ist ein deutscher Skispringer, der für den SC Oberstdorf startet.

## Werdegang
Philipp Raimund begann im Alter von fünf Jahren mit dem Skispringen auf den Schanzen des SC Degenfeld. Als er elf Jahre alt war, zog er mit seiner Familie ins Allgäu, wo sein Vater zwischenzeitlich als Skisprungtrainer am Stützpunkt Oberstdorf arbeitete. Philipp Raimund gehört seit dieser Zeit dem SC Oberstdorf an. Er begann seine internationale Karriere im Rahmen von zwei Wettbewerben des Alpencups am 15. und 16. Januar 2016 in Hinterzarten, bei denen er die Plätze 53 und 61 belegte. Anschließend startete er mehrfach im Alpencup und im FIS Cup. Nach starken Leistungen im Alpencup debütierte er am 18. August 2017 im Continental-Cup in Szczyrk. Bei dem Wettkampf belegte er Platz 61. Sein bestes Resultat im Alpencup erreichte er mit Platz zwei am 14. Januar 2018 in Hinterzarten.
Am 26. Januar 2018 wurde er für die Nordischen Junioren-Skiweltmeisterschaften 2018 in Kandersteg nominiert. Dort gewann er mit seinen Teamkollegen Justin Lisso, Cedrik Weigel und Constantin Schmid Mannschaftsgold und wurde Neunter im Einzelwettbewerb. Am 4. März 2018 ersprang er sich als 21. auf dem Renabakkene im norwegischen Rena seine ersten Continental-Cup-Punkte. Seine erste Top-Ten-Platzierung im Continental Cup erreichte er am 18. August 2018, als er auf der Skalite-Schanze im polnischen Szczyrk auf den fünften Platz sprang. Bei den Nordischen Junioren-Skiweltmeisterschaften 2019 im finnischen Lahti konnte er den Mannschaftstitel, nunmehr mit Luca Roth, Kilian Märkl und erneut Constantin Schmid, verteidigen. Im Einzelwettbewerb belegte er den 14. Platz. Bei den Junioren-Skiweltmeisterschaften 2020 wurde er Siebter im Springen von der Normalschanze und gewann mit Roth, Märkl und Claudio Haas die Team-Bronzemedaille.
Zum ersten Mal im Skisprung-Weltcup startete Raimund am 29. Dezember 2019 als Teil der nationalen Gruppe beim Vierschanzentournee-Springen in Oberstdorf, wo er Rang 34 belegte. In den folgenden Wintern trat er vorwiegend im Continental Cup an und erreichte dort ab 2021 regelmäßige Top-10-Platzierungen. Im Januar 2022 wurde er erneut in der nationalen Gruppe im Weltcup eingesetzt und gewann in Titisee-Neustadt als 27. und 19. erste Weltcuppunkte.
Seinen ersten Sieg im Continental Cup erreichte Raimund am 11. Dezember 2022 in Vikersund. Kurz darauf folgte sein zweiter Sieg am 18. Dezember 2022 in Ruka. Er erhielt einen Platz im deutschen Aufgebot für die Vierschanzentournee 2022/23 und war sowohl in Oberstdorf als auch in Garmisch-Partenkirchen der drittbeste Athlet des Teams und erreichte die Plätze 14 und 15. In Innsbruck und in Bischofshofen erreichte er als bester Deutscher die Plätze 13 und 12. In der Tournee-Gesamtwertung 2022/23 war er der zweitbeste deutsche Athlet und erreichte Platz 13. In der Folgewoche erreichte Raimund am 14. Januar 2023 mit dem deutschen Team in Zakopane den dritten Platz, damit stand er zum ersten Mal auf einem Weltcup-Podest. Als bis dahin bestes Einzel-Weltcup-Ergebnis erzielte er am 18. Februar 2023 in Râșnov den fünften Platz. Bei den Europaspielen 2023 gewann er auf der Großschanze in Zakopane die Bronzemedaille.
In der Saison 2023/24 konnte er sich als festes Mitglied des deutschen Weltcup-Aufgebots etablieren. Am 11. Februar 2024 erreichte Raimund mit dem zweiten Platz auf der Großschanze von Lake Placid erstmals das Podium in einem Einzelspringen.
Am 8. Februar 2025 konnte Raimund gemeinsam mit Selina Freitag, Agnes Reisch und Andreas Wellinger im Mixed-Team-Wettbewerb auf der Großschanze von Lake Placid seinen ersten Weltcupsieg feiern.

### Persönliches
Der Fußballspieler Luca Raimund ist sein Cousin.

## Erfolge

### Weltcupsiege im Team
| Nr. | Datum           | Ort         | Typ               |
| --- | --------------- | ----------- | ----------------- |
| 1.  | 8. Februar 2025 | Lake Placid | Großschanze Mixed |

### Continental-Cup-Siege im Einzel
| Nr. | Datum             | Ort       | Typ         |
| --- | ----------------- | --------- | ----------- |
| 1.  | 11. Dezember 2022 | Vikersund | Großschanze |
| 2.  | 18. Dezember 2022 | Ruka      | Großschanze |

## Statistik

### Weltcup-Platzierungen
| Saison  | Platz | Punkte |
| ------- | ----- | ------ |
| 2021/22 | 62.   | 016    |
| 2022/23 | 30.   | 218    |
| 2023/24 | 20.   | 461    |
| 2024/25 | 24.   | 242    |

### Vierschanzentournee-Platzierungen
| Saison  | Platz | Punkte |
| ------- | ----- | ------ |
| 2019/20 | 50.   | 0235,6 |
| 2022/23 | 13.   | 1020,6 |
| 2023/24 | 11.   | 1023,9 |
| 2024/25 | 22.   | 0899,4 |

### Grand-Prix-Platzierungen
| Saison | Platz | Punkte |
| ------ | ----- | ------ |
| 2022   | 25.   | 058    |
| 2023   | 21.   | 099    |
| 2024   | 35.   | 070    |

### Continental-Cup-Platzierungen
| Saison  | Platz | Punkte |
| ------- | ----- | ------ |
| 2017/18 | 94.   | 050    |
| 2018/19 | 58.   | 153    |
| 2019/20 | 24.   | 373    |
| 2020/21 | 32.   | 137    |
| 2021/22 | 04.   | 886    |
| 2022/23 | 22.   | 411    |